# Champnétery
Champnétery (tiếng Occitan: Champ Menesterí) là một xã của tỉnh Haute-Vienne, thuộc vùng Nouvelle-Aquitaine, miền trung nước Pháp.